# زمان جاسم
زمان جاسم فنان تشكيلي سعودي، ولد في الخبر في المنطقة الشرقية عام 1971م. أقام العديد من المعارض الفنية داخل السعودية وخارجها، وحظيت أعماله باهتمام إعلامي كبير لاسيما بعد ظهور إحدى لوحاته في مكتب ولي العهد السعودي الأمير محمد بن سلمان آل سعود أثناء جلسة مجلس الوزراء في مايو 2020م. وهو حاصل على عدد من الجوائز منها جائزة بينالي الخرافي الدولي للفن العربي المعاصر في الكويت عام 2011م.

## التعليم
- حاصل على دبلوم من معهد التربية الفنية في الرياض عام 1989م.[6]

## معارض
أقام زمان العديد من المعارض الفنية الداخلية والخارجية من بينها:
- معرض (مساحات) في غاليري رضا للفنون في جدة برعاية الأميرة ريم بنت محمد الفيصل عام 2002م.[7]
- معرضين فرديين في باريس عامي 2004م و2007م.
- معرض (خامس المواسم) في دبي عام 2010م، وضم المعرض أربعين عملاً.[8]
- وعرضت تجربة «خامس المواسم» في متحف الفن الحديث في مدينة شنغهاي في الصين عام 2010م.
- أقام معرضاً في صالة دار الفنون في الكويت في إبريل عام 2011م.[9]
- معرض (الجسد الآخر) في صالة الكورتيارد في دبي عام 2012.[10]
- معرض (أسرار) وهو المعرض الرابع عشر للفنان زمان جاسم، وأقيم في الرياض برعاية الأمير عادلة بنت عبد الله بن عبد العزيز آل سعود عام 2013م.[11]

## جوائز
- حاصل على جائزة بينالي الخرافي الدولي للفن العربي المعاصر في الكويت عام 2011م.[12]
- حاصل على الجائزة الأولى في مسابقة السفير التشكيلية الثالثة في الرياض عام 2009م
- حاصل على جائزة السعفة الذهبية في المعرض الدوري لمجلس التعاون في الكويت عام 2004م.
- حاصل على الجائزة الأولى في مسابقة الخطوط السعودية الخامسة (الملون الذهبي) عام 2001م..[5]